# Coquille
Coquille – miasto w Stanach Zjednoczonych, w stanie Oregon, w hrabstwie Coos.